# Steininschriften und -skulpturen des Medizinkönig-Berges
Die Steininschriften und -skulpturen des Medizinkönig-Berges oder Steinschnitzereien des Yaowang Shan (chinesisch 药王山石刻, englisch Stone Inscriptions on Yaowang Mountain) sind Steininschriften und Steinschnitzereien aus der Zeit der Sui- bis Ming-Dynastie im Stadtbezirk Yaozhou (dem früheren Kreis Yao) der Stadt Tongchuan in der chinesischen Provinz Shaanxi. Die ältesten Inschriften gehen bis auf die Zeit der Nördlichen Wei-Dynastie zurück.
Der Name des Berges hat etwas mit Sun Simiao, dem berühmten Mediziner aus der Zeit der Tang-Dynastie zu tun. Sun Simiao (581–682), der in diesem Gebiet geboren wurde, ist der Verfasser berühmter Schriften, wie dem Qianjin yaofang und dem Qianjin yifang usw., und ist als „Yaowang“ (Medizinkönig) bekannt.
Die Steininschriften sind teils auf Stelen, teils im Fels zu finden, die Skulpturen in Grotten. Viele Texte haben medizinische Inhalte.
Die Steinschnitzereien des Yaowang Shan (Yaowangshan shike) stehen seit 1961 auf der Liste der Denkmäler der Volksrepublik China (1-128).
Auch der Yaowangshan-Tempel (Yaowang Shan miao 药王山庙) ist denkmalgeschützt.